# Damonia flavipalpis
Damonia flavipalpis là một loài ruồi trong họ Tachinidae.